# Empoascanara tytaniae
Empoascanara tytaniae är en insektsart som beskrevs av Irena Dworakowska 1971. Empoascanara tytaniae ingår i släktet Empoascanara och familjen dvärgstritar. Inga underarter finns listade i Catalogue of Life.